# Combretum elaeagnoides
Combretum elaeagnoides är en tvåhjärtbladig växtart som beskrevs av Johann Friedrich Klotzsch. Combretum elaeagnoides ingår i släktet Combretum och familjen Combretaceae. Inga underarter finns listade i Catalogue of Life.